# Na dobre i złe
Na dobre i złe (ang. For Richer or Poorer) – amerykańska komedia z 1997 w reżyserii Bryana Spicera. Premiera filmu miała miejsce 12 grudnia 1997.
Zdjęcia do filmu kręcono w Baltimore, Glen Burnie, Nowym Jorku i Westminster.

## Obsada
- Tim Allen jako Brad Sexton
- Kirstie Alley jako Caroline Sexton
- Jay O. Sanders jako Samuel Yoder
- Michael Lerner jako Phil Kleinman
- Wayne Knight jako Bob Lachman
- Larry Miller jako Inspektor Derek Lester
- Miguel A. Núñez Jr. jako Inspektor Frank Hall
- Megan Cavanagh jako Levinia Yoder
- John Pyper-Ferguson jako Henner Lapp
- Carrie Preston jako Rebecca Yoder
- Ethan Phillips jako Jerry
- Michael Angarano jako Sammy Yoder
- Marla Maples jako Cynthia
- Anthony Azizi jako Malik